# 바이샤오옌
바이샤오옌(白曉燕, 1980년 6월 23일 ~ 1997년 4월경)은 카지와라 잇키와 바이빙빙의 딸로 범죄 피해자이다.

## 생애
타이완 출신의 인기 연예인이었던 바이빙빙은 일본의 만화가 카지와라 잇키와 결혼하여 일본 후쿠오카현 후쿠오카시에서 바이샤오옌을 출산하였으나, 카지와라 잇키의 폭력에 못이겨 이혼하고 바이샤오옌을 임신한 상태로 타이완으로 귀국해 홀로 바이샤오옌을 키웠다.

## 사건
1997년 4월 14일 바이샤오옌은 자신이 다니던 타이베이시 싱우 고등학교에 등교하던 도중에 유괴당했다. 유괴범들은 어머니 바이빙빙에게 일주일 내로 500만 미국 달러를 몸값으로 내놓으라는 협박 편지와 바이샤오옌의 납치된 사진을 보냈다. 그러나 그 사실을 알게 된 기자들이 몸값을 내놓기로 한 장소에 진을 치고 있자 유괴범들은 거래를 취소하고 바이샤오옌을 살해했다. 바이샤오옌의 사체는 4월 28일에 발견되었다.

## 범인 검거 이력
- 1997년 4월 25일 : 공범 4명 검거
- 1997년 8월 18일 : 주범 1명, 경찰관의 총격전 중 자살(경찰 2명 사망)
- 1997년 11월 17일 : 주범 1명 자살(자살 이전인 10월 23일 자신을 성형시킨 의사 내외와 간호사를 살해함)
- 1997년 11월 18일 : 나머지 주범 1명, 인질극 끝에 체포(이후 1999년 사형 집행)